# Wollhaar
Wollhaare (Pili lanei) sind eine Haarart bei Säugetieren. Chemisch betrachtet sind Wollhaare Naturstoffe mit einem hohen Proteingehalt, genauer Keratingehalt.
Wollhaare sind dünn, gekräuselt und besitzen kein Haarmark. Die dicht aneinander stehenden Wollhaare umgeben als Sekundärhaare die eigentlichen Fellhaare (Primärhaare) und bilden das Unterfell (Unterhaar, Unterwolle), das vor allem im Dienste der Wärmeisolierung steht. Wollhaare besitzen je nur eine Talgdrüse und keinen Haarbalgmuskel. Sie entsprechen weitgehend dem Vellushaar des Menschen.